# Mesosemia anceps
Mesosemia anceps is een vlindersoort uit de familie van de prachtvlinders (Riodinidae), onderfamilie Riodininae.
Mesosemia anceps werd in 1915 beschreven door Stichel.